# Nazionalismo aragonese

Una estrelada aragonesa.

Il nazionalismo aragonese si articola in una serie di movimenti politici che sostengono che l'Aragona abbia storia, idioma, leggi e cultura proprie e sufficienti a giustificare una maggiore autonomia nell'ambito dello Stato spagnolo (assolutamente minoritari sono invece i movimenti dichiaratamente indipendentisti). Uno dei simboli più usati dal nazionalismo aragonese è la estrelada aragonesa, bandiera formata dalle quattro bande d'Aragona ed una stella al centro, ma anche la bandiera dalle quattro bande d´Aragona con o senza blasone.
Attualmente, i principali partiti nazionalisti e regionalisti aragonesi (ordinati in base ai risultati elettorali locali del 2007) sono i seguenti:
- PAR (Partido Aragonés), partito regionalista/nazionalista (9 deputati presso il parlamento regionale)
- CHA (Chunta Aragonesista), partito nazionalista moderato (4 deputati presso il parlamento regionale)
- INAR (Iniciativa Aragonesa), partito nazionalista (non presentatosi alle elezioni del 2007; in quelle del 2003 non ha ottenuto alcun seggio)
- EA (Estado Aragonés), partito nazionalista (anche l'EA non si è presentato alle elezioni del 2007; in quelle del 2003 non ha ottenuto alcun seggio)

Il partito più importante, il PAR, l'unico che abbia attualmente un proprio rappresentante presso il Parlamento nazionale (Cortes) pur rivendicando una maggiore autonomia dal governo centrale, non ha mai messo in discussione l'appartenenza dell'Aragona alla Spagna e, ancor meno, la propria fedeltà alla costituzione. Sempre nel massimo rispetto della carta costituzionale ma su linee più spiccatamente federaliste si è mosso il CHA.

## Storia
Fino al principio del XVIII secolo, il Regno d'Aragona era un'entità statuale autonoma pur se inserita nella monarchia multinazionale degli Asburgo di Spagna (al pari del Regno di Napoli, della Contea di Fiandre, ecc.). A seguito della Guerra di successione spagnola e dell'ascesa al trono della famiglia dei Borbone, perse la propria indipendenza venendo inglobata a tutti gli effetti nello Stato spagnolo. Se il popolo aragonese da allora ha dato ripetute e significative prove di fedeltà al resto della Spagna (dalle guerre napoleoniche fino alla guerra civile del 1936-1939), in nessun momento della propria storia ha potuto dimenticare o cancellare le tradizioni di libertà e di identità territoriale ed etnica che l'hanno sempre contraddistinto, frutto della continuità multisecolare di Aragona come regno sovrano.
Nonostante ciò, solo nel 1919 comincerà a scorgersi politicamente una visione di Aragona con carattere nazionalista o, più frequentemente, regionalista, attraverso le pagine di El Ebro, la rivista della Unión Regionalista de Barcelona, che poi passerà a chiamarsi Unión Aragonesista. Fra tutti i nomi ricordiamo quelli di Gaspar Torrente e Julio Calvo Alfaro.